# Шундряши
Шундря́ши (чув. Шӗнтреш) — деревня в Аликовском муниципальном округе Чувашской Республики. Входила в состав Раскильдинского сельского поселения до его упразднения в 2022 году.

## Общие сведения о деревне
В настоящее время деревня в основном газифицирована.

### Климат
Климат умеренно континентальный с продолжительной холодной зимой и тёплым летом. Средняя температура января −12,9 °C, июля 18,3 °C, абсолютный минимум достигал −44 °C, абсолютный максимум 37 °C. За год в среднем выпадает до 552 мм осадков.

## История
До 7 августа 1920 года деревня входила Атикассинскую волость, Курмышского уезда, затем, в Атикассинскую волость Ядринского уезда.
С 1917 по 1927 годы входила в Аликовскую волость Ядринского уезда. 1 ноября 1927 года вошло в Аликовский район, а 20 декабря 1962 года включено в Шумерлинский район. С 14 марта 1965 года — снова в Аликовском.

## Люди, связанные Шундряшями
- Миронов Никандр Алексеевич, — заслуженный учитель Чувашской республики.

## Шундряшинский женский монастырь
В старину, до Октябрьской революции, недалеко от деревни находился женский православный монастырь, который сгорел дотла (то ли поджог, то ли по неосторожности). Сейчас на месте монастыря в поле поставлен крест. В ближайшем яре ранее било 7 родников, сегодня найдены два, один облагорожен — сюда с окрестных сёл и соседних районов приходят к святому источнику.